# Lockheed Martin KC-130
Lockheed Martin KC-130 — загальна назва для сімейства літаків-заправників модифікації військово-траспортного літака C-130 Hercules призначеного для дозаправлення у повітрі. KC-130J це остання версія, яка експлуатується Корпусом морської піхоти США, наразі з 79 замовлених літаків, 48 було поставлено. KC-130J замінив собою старіші версії KC-130F, KC-130R, та KC-130T, проте, резерв USMC продовжує експлуатацію 12 літаків KC-130T.

## Розробка
Першій політ KC-130F відбувся у січні 1960 року, згідно зі старою системою маркування ВМС США тоді він називався GV-1. Перша експлуатація почалась у 1962 році, KC-130F був спроектований для виконання завдань дозаправлення у повітрі для підтримки літаків Корпусу_морської_піхоти_США. Він був розроблений на базі Lockheed C-130 Hercules.
Новітня версія KC-130J, має уніфікацію 55 % із попередніми моделями, проте фактично це значно покращений літак. Він базується на Lockheed Martin C-130J Super Hercules і надає значно кращі експлуатаційні можливості, та ширші межі продуктивності порівняно з попередніми моделями KC-130F/R/T. Додатково KC-130J зменшує вартість експлуатації завдяки підвищенню надійності та зменшенню людино-годин на льотну годину, необхідних для обслуговування.
Технологічний розвиток дозволив оснастити літаки системами глобального позиціонування, радіостанціями, стійкими до перешкод, деякі KC-130 також обладнані захисними електронними та інфрачервоними системами контрзаходів.

## Конструкція

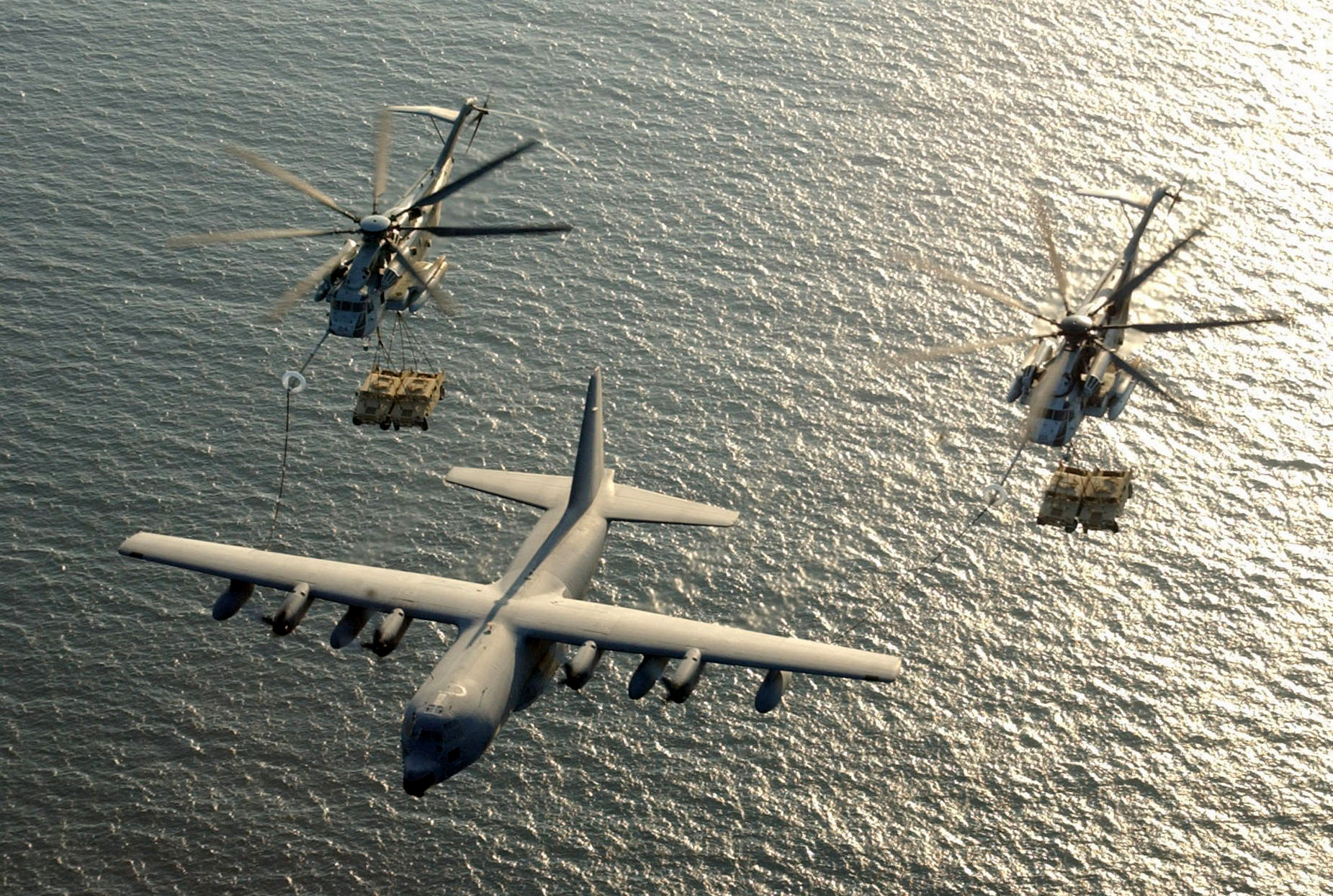
USMC KC-130 та CH-53Es над Аденською затокою, 2003

KC-130 - це багатоцільовій тактичний паливозаправник, який забезпечує підтримку паливом для літаків Корпусу морської піхоти США. Він забезпечує дозаправлення у повітрі як тактичних літаків, так і гелікоптерів в межах радіуса 500-морських-миль (930 км), а також за необхідності швидку заправку на землі. Додатково KC-130 забезпечує можливість доставлення людей або вантажів, термінове поповнення припасів у зонах з погано підготовленими злітними смугами та/або зонах бойових дій, термінової евакуації поранених, десантування/евакуації військ

### KC-130J
KC-130J несе 27 215 кг (60 000 фунтів) палива, яке використовується як для забезпечення польоту, так і для дозаправлення у повітрі інших літальних апаратів, використовуючи для цього як баки у крилах, так і спеціальні підвісні ємності. Також він може  додатково нести 11,064 кг (24,392 lbs) палива, використовуючі алюмінієвий бак спеціальної конфігурації всередині фюзеляжу. Літак може функціонувати також без цього баку, що дозволяє також перевозити вантажі. Це робить цей літак ще більш гнучким.
Літак призначений для Дозаправлення у повітрі різних типів повітряних суден, використовуючі стандартні механізми заправлення паливом. Дві заправні штанги (виготовлені Sargent Fletcher) змонтовані на крилах, кожна здатна перекачувати 300 галонів (1136 літрів) палива за хвилину, що дає можливість заправляти 2 літаки одночасно. KC-130J також забезпечує можливість швидкої наземної заправки гелікоптерів, транспортних засобів, та паливних цистерн. Літак має можливість переведення своїх двигунів у спеціальний режим малої швидкості (25 %) яка дозволяє живити генератори та паливні насоси. Таке зменшення швидкості обертання двигунів дозволяє уникнути виникнення аеродинамічних струменів повітря позаду літака, що в свою чергу дозволяє персоналу працювати у відносно спокійних умовах, у той час коли літак перекачує 2271 л (1823 кг, 600 гал, 4018 фунтів) палива за хвилину

### Harvest HAWK

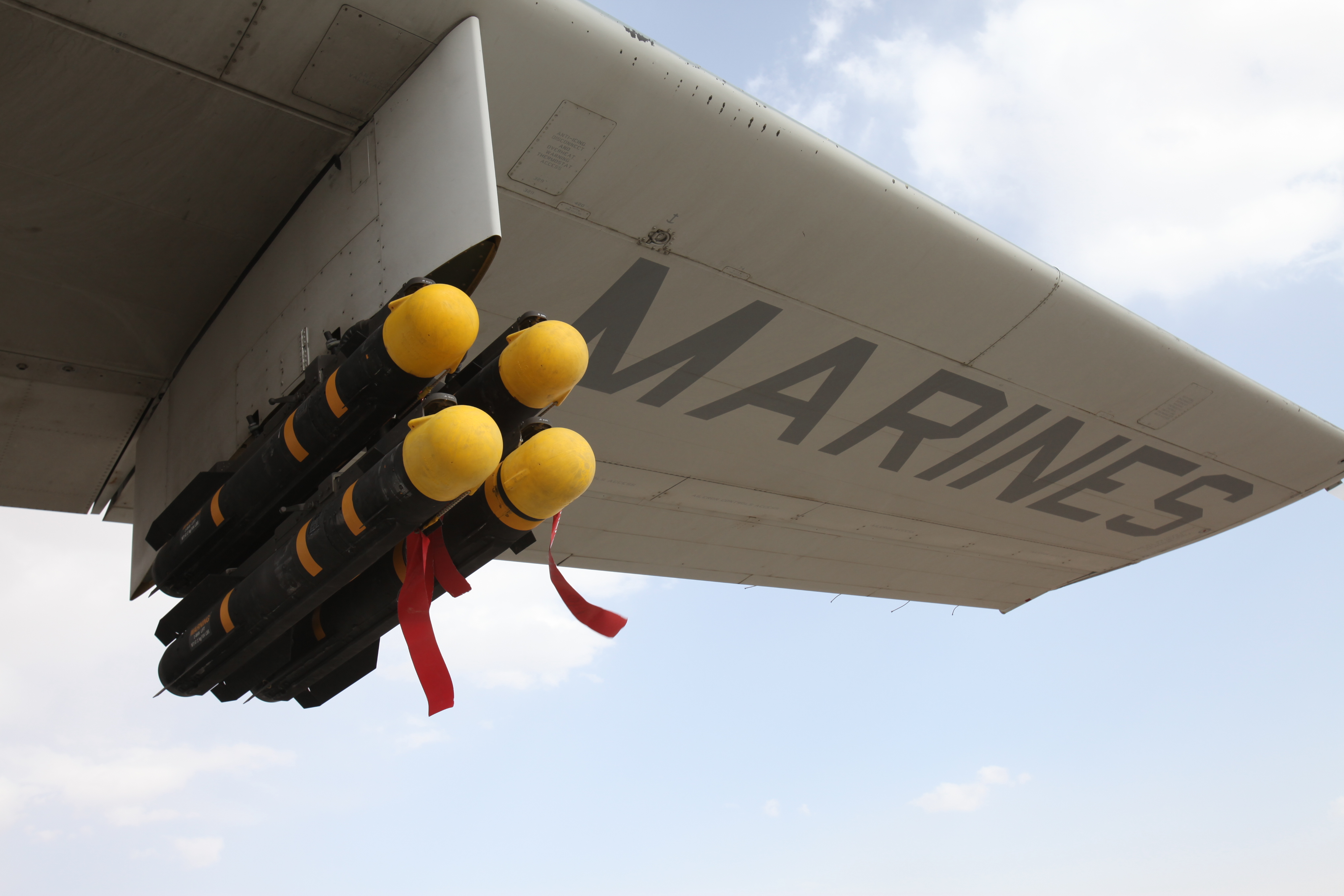
AGM-114 Hellfire на крилах KC-130J

Після прийняття у Корпус морської піхоти США стандарту ISR, та встановлення Weapon Mission Kit, KC-130J може працювати як літак вогневої підтримки використовуючи ракети (Hellfire або Griffin), precision-guided bombs, або
30 мм автоматичну гармату, це виконання, назване «Harvest HAWK» (Hercules Airborne Weapons Kit) може бути використане в умовах коли точність не є обов'язковою, наприклад при стримуванні наземних військ супротивника

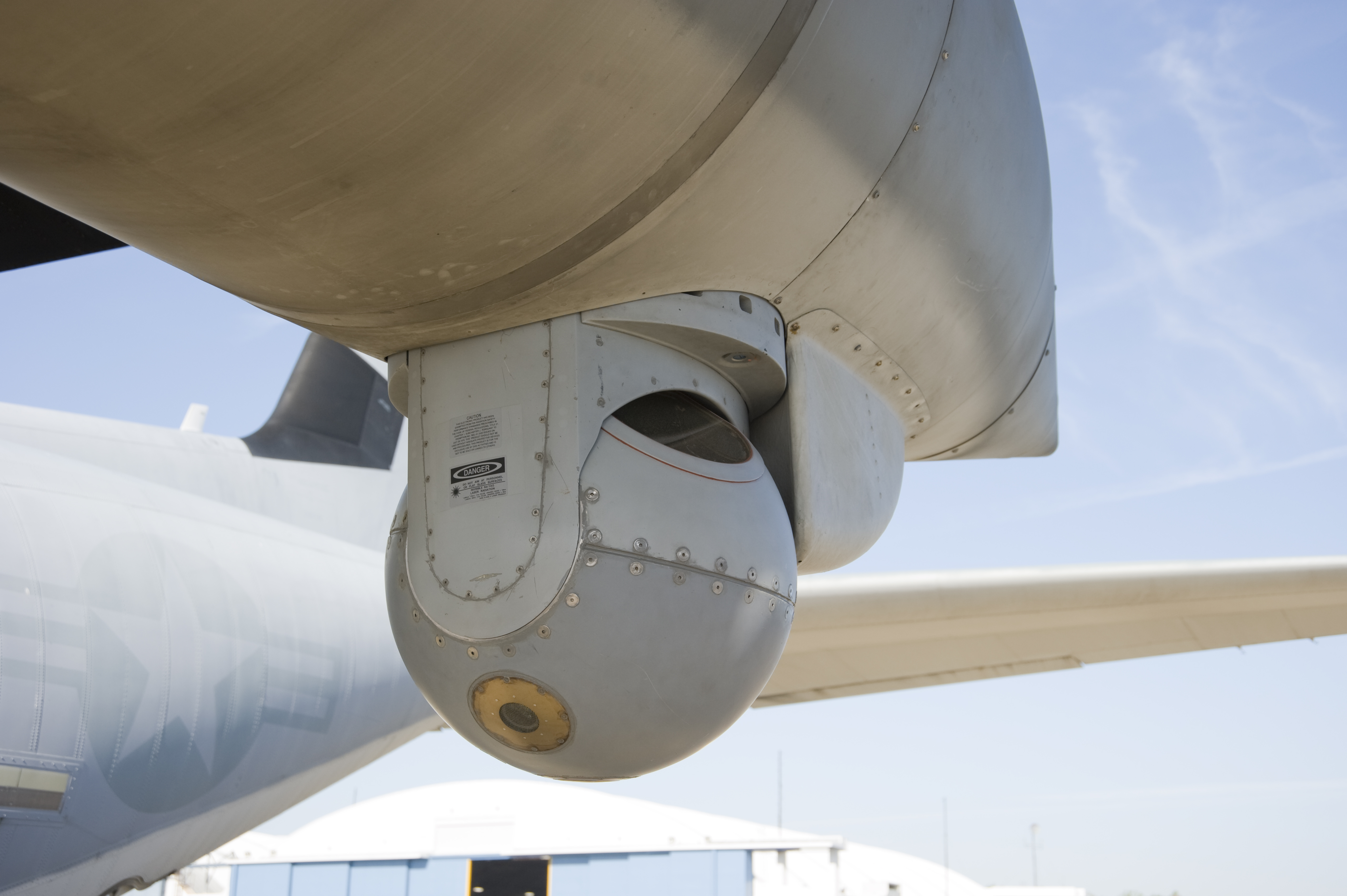
Сенсор прицілювання зброї змонтований під зовнішнім баком лівого крила

Система націлювання зброї (СНЗ) AN/AAQ-30 включає в себе інфрачервоні та телевізійну камери, змонтовані під зовнішнім баком лівого крила, це також сама СНЗ що використовується у модифікованому ударному вертольоті AH-1Z Viper.. Стандартне озброєння літака, це 4 ракети Hellfire та 10 GPS керованих ракет Griffin
Оператор системи озброєння використовує Fire Control Console змонтовану на палеті HCU-6/E у вантажному відсіку. Літак зберігає свої можливості як заправника або транспортного літака, при необхідності вогнева система може бути демонтована менш ніж за добу. Програма ВПС США MC-130W Dragon Spear використовує схожу концепцію.
Корпус морської піхоти США планує придбати по три системи для кожного діючого ескадрону KC-130J, усього 9 систем, кожна вартістю до US$22 million.
Перший випробувальний політ відбувся 29 серпня у VX-20, а перше розгортання у жовтні 2010 у VMGR-352.

## Бойове застосування

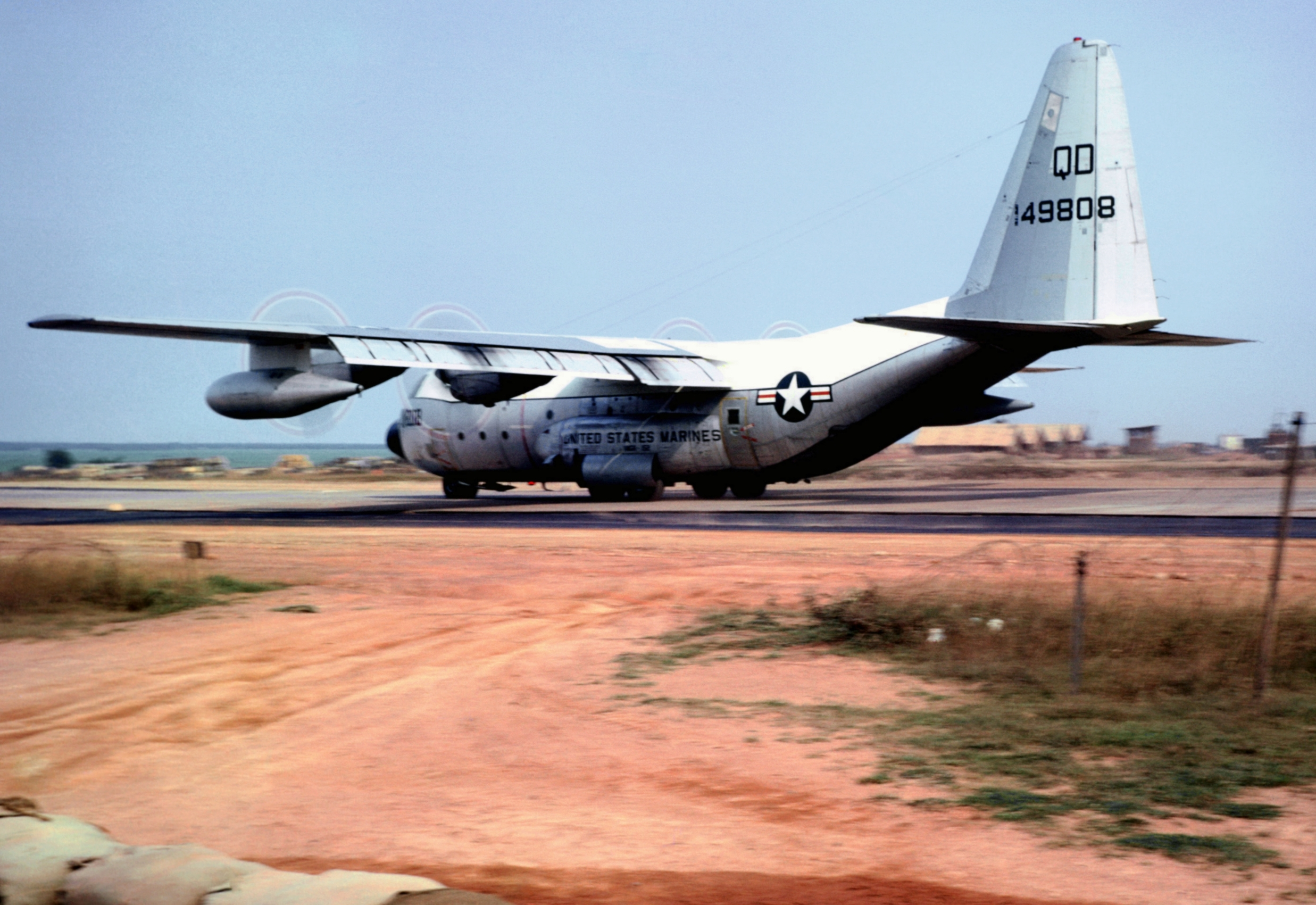
Приземлення VMGR-152 KC-130F у Dong Ha, Vietnam, 1967 рік.

KC-130 брав участь у наступних військових операціях Війна у В'єтнамі, Війна в Перській затоці, Операція «Нескорена свобода», Війна в Іраку, та інших протягом останніх 50-ти років. А також у Фолклендській війні зі сторони Аргентини.
VMGR-252, Cherry Point, NC був першим ескадроном, який перейшов на використання KC-130J. На відміну від більшості ескадронів, що переходили на нові літаки, VMGR-252 не припинили тренування заради нового літака. Замість цього вони продовжили підтримувати їхні «старі» «Геркулеси» то моменту коли вони повністю переведені на нову модель.
У лютому 2005 року, VMGR-252 здійснив перше бойове розгортання шістьох KC-130J, на базі в Аль-Асаді, Ірак, для підтримки операцій в ході війни в Іраку
VMGR-252 був єдиним експлуатантом KC-130J протягом року, до того часу коли VMGR-352 прийняв, та перейшов на використання моделі J.
Середовище напівприйнятих загроз, та найсучасніші системи захисту встановлені на моделі J дозволили літаку працювати над полем бою, заправляючі бойові літаки в безпосередній близькості до бойових дій, на відміну від інших заправників, які працювали на відносно безпечній відстані.
У 2006 році, в Іраку, VMGR-252 та 352 спільно використовували відділення літаків, і ця парадигма використовувалась протягом років.
Влітку 2006 року, VMGR-252 надало 2 відділення KC-130J для підтримки 24th Marine Expeditionary Unit (24MEU) в RAF Akrotiri на Кіпрі під час Лівано-Ізраїльського конфлікту того літа. У той же час VMGR-252 почало широкомасштабні навчання та розробку тактики використання нового MV-22 Osprey, що потребувало зміни процедур для можливості заправлення конвертопланів паливозаправниками великого радіусу дії

Влітку 2008 року, VMGR-252 надав відділення KC-130J 24MEU під час відповлення присутнсті Корпус морської піхоти США у Кандагарі, Афганістан. У цій операції було зафіксовано багато успішних прикладів використання, як то посадки на непідготовлені посадкові смуги, доставлення припасів, логістична підтримка, та дозаправлення. 

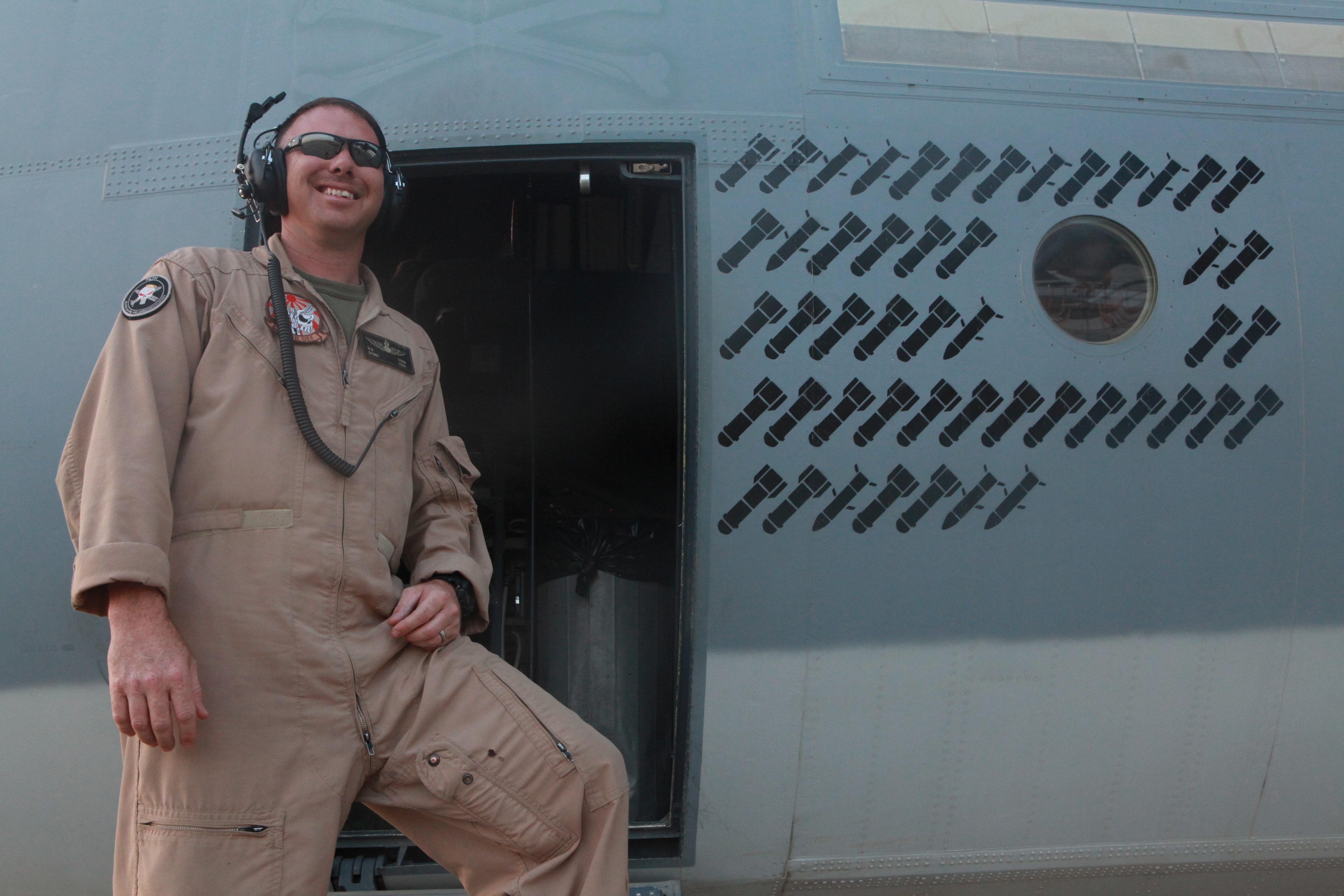
Відмітки запусків зброї на KC-130J Harvest Hawk, Афганістан, 2011 рік.

Хоча USMC KC-130J залишили Ірак, їх присутність підтримується для забезпечення потреб операції «Нескорена_свобода» у Афганістані, літаки та екіпажі надають VMGR-252 та VMGR-352 у різні періоди часу.
KC-130J із VMGR-252 та VMGR-352 були також розгорнуті у Джибуті для підтримки антитерористичних операцій на Сомалійському півострові
Після повеней 2010 року у Пакистані, KC-130Js із ескадрону USMC VMGR-352 доставили більше 200000 фунтів гуманітарної допомоги по всьому Пакистану.

## Варіанти

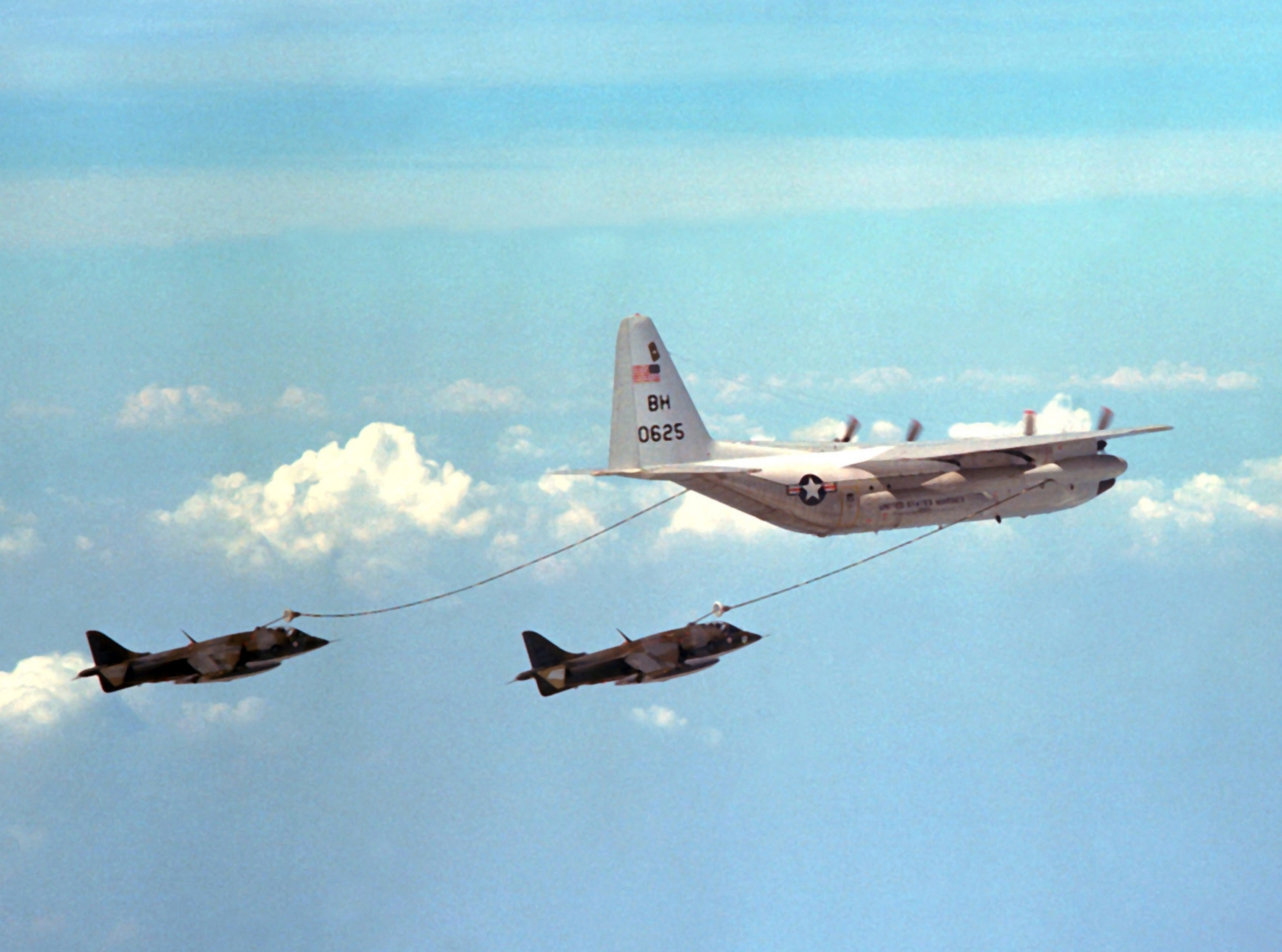
VMGR-252 KC-130R, цей літак BuNo 160625 (ex-AF Ser. No. 77-0321), було списано у 2008 році.

KC-130BШість екземплярів C-130B були перебудовані у повітряні танкери, 4 з них нині використовуються у ВПС Сингапуру (усі модифіковані до стандарту KC-130H), а 2 у Indonesian Air Force.
KC-130FПокращений KC-130B, збудовано 46 екземплярів
KC-130HТанкерний варіант C-130H, збудовано 33 екземпляри
KC-130RВПС США передали 14 літаків до Корпус морської піхоти США, з 6 з них було знято обладнання для заправлення, та продано до Військово-морських Сил Самооборони Японії як C-130R.
KC-130TВаріант C-130H, збудовано 28 екземплярів
KC-130T-30
Варіант C-130H-30, збудовано 2 екземпляри (source: http://www.airliners.net/photo/USA---Marines/Lockheed-KC-130T-30-Hercules/2166650/&sid=5951c5eac7ad46d6efdc40139e1a0cc4 [Архівовано 4 березня 2016 у Wayback Machine.]). Були передані до Флоту США, та перебудовані у C-130T-30.
KC-130JВаріант C-130J

## Експлуатанти
- Повітряні сили Швеції

ВПС Швеції використовують 1 KC-130H
- Повітряні сили Аргентини

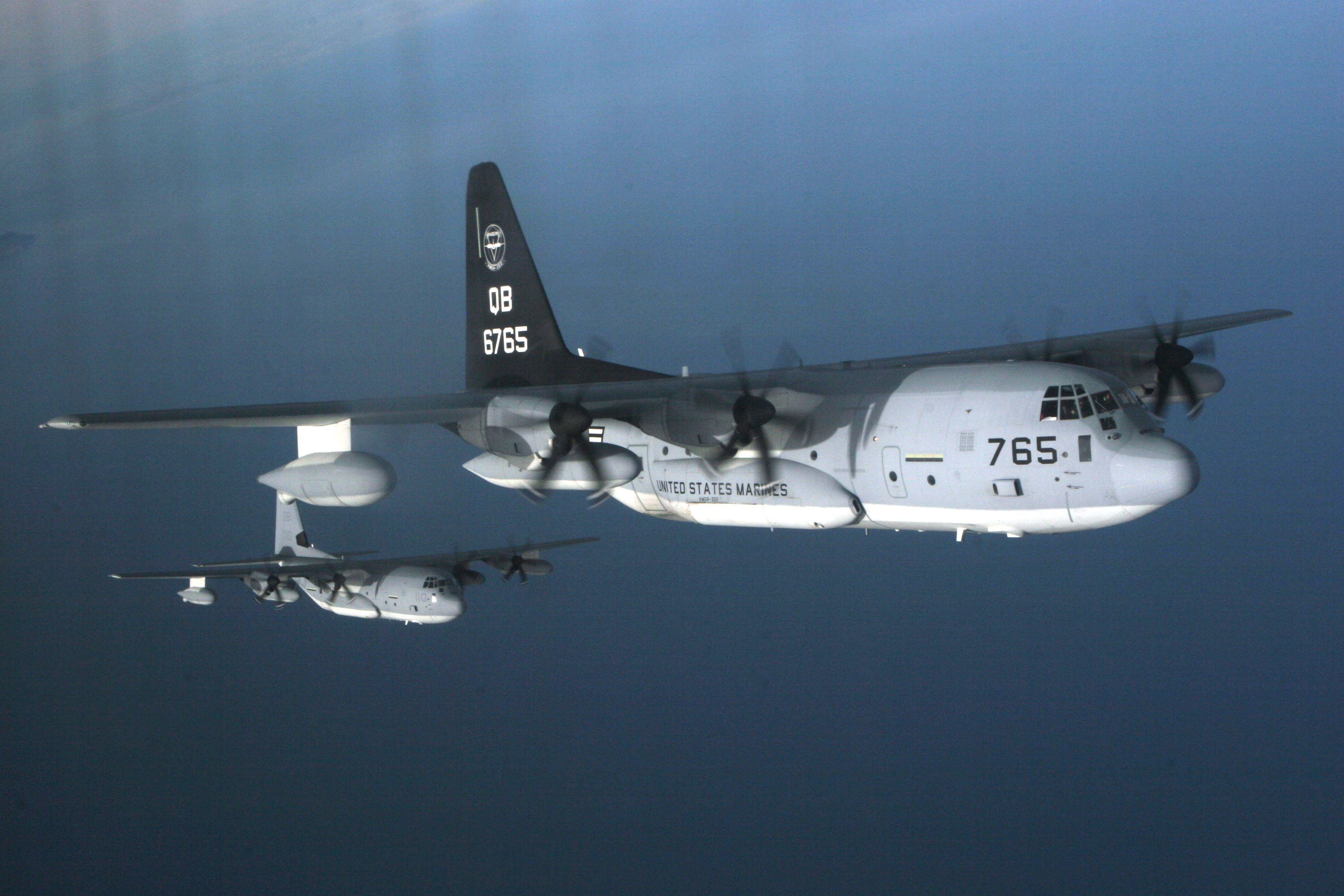
2 VMGR-352 KC-130J, під час тренувань. Лютий 2007 року.

  - 1st Air Transport Squadron — Авіабаза El Palomar, KC-130H

- Повітряні сили Бразилії
  - 1º/1ºGT (1º Esquadrão do 1º Grupo de Transporte) — Авіабаза Galeão, Two KC-130H

- ВПС Чилі
  - Grupo de Aviación N°10 (Santiago) 4 KC-130R[15] delivered in 2016.

- Королівські військово-повітряні сили Канади
  - 435 Transport and Rescue Squadron, 5 KC-130H під кодом CC-130H(T)

- Повітряні сили Франції
  - 2 KC-130J з 2016[16].

- Повітряні сили Ізраїлю
  - 103 «Elephants» Squadron на Авіабазі Nevatim, KC-130H
  - 131 «Yellow Bird» Squadron на Авіабазі, KC-130H

- Повітряні сили Італії
  - 46 Brigata Aerea, 2 Gruppo — Pisa-San Giusto використовує 7 C-130J перебудовані у KC-130J,[17] 1 втрачено у катастрофі[18]

- Військово-морські сили Японії, Air Transport Squadron 61

ВМС Японії придбали 6 KC-130R які потім було переміщено на зберігання.. Обладнання для повітряної дозаправки було демонтовано, що повернуло їх до стандартного виконання C-130R. На літаках також були встановлені нові стійки шасі, опори вантажних дверей, опорну арматуру центрального крила, та зроблено відновлення від корозії. На додачу до структурних модифікацій, Японія також отримала 30 двигунів T56-A-16, які пройшли капітальний ремонт, а також цифрові кабіни, з підтримкою цифрових систем супутникової навігації. Відновлення почалось у листопаді 2012 р., так закінчилось навесні 2013. Військово-морські сили Японії замінили цими літаками наявні на той час YS-11M/M-A, для перевезень людей, та вантажів, гуманітарних та медичних місій, а також як транспорт для високопосадовців країни.
- Повітряні сили Індонезії
  - Skadron Udara 32 використовує 2 KC-130B. Ще один розбився у 2015.

- Повітряні сили Кувейту, 42 Transport Squadron

3 KC-130J на службі, з можливістю придбання ще 3
- Королівські Військово-Повітряні Сили Малайзії, 20 Squadron

4 KC-130T у використанні
- Військово-Повітряні Сили Республіки Сінгапур, 122 Squadron
  - 122 Squadron використовує 4 KC-130B та 1 KC-130H. Модифіковані «ST Aerospace», встановлено Дисплей-кабіна, новий комплект авіоніки, та Систему управління польотом що зробило літак відповідаючим стандарту «Global Air-Traffic Management (GATM)». KC-130B також отримають ДСУ та систему контролю та забезпечення життєдіяльності як на C-130H.[23][24]

- Корпус морської піхоти США

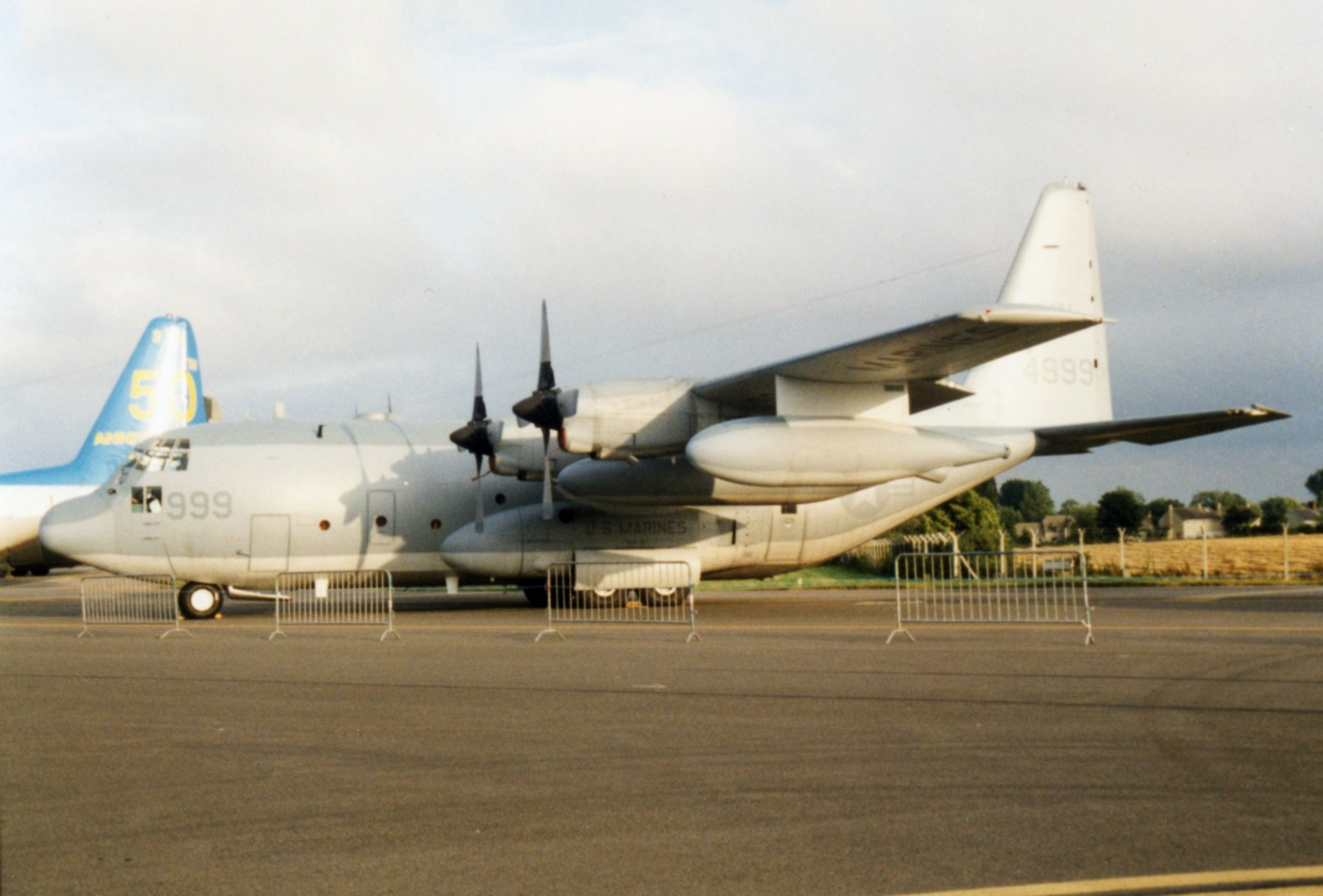
КС-130T, на базі резерву VMGR-452.

  - VMGR-152 використовують 14 KC-130J
  - VMGR-252 використовують 14 KC-130J
  - VMGR-352 використовують 14 KC-130J
  - VMGR-234 використовують 5 KC-130J
  - VMGR-452 використовують 12 KC-130T
  - VMGRT-253 inactive since 2006
- United States Navy
  - VX-20, спільний USN / USMC ескадрон, використовує 1 KC-130J для випробувань, та 3 KC-130R, для дозаправки літальний апаратів USN та USMC які проходять випробування у NAS Patuxent River
  - VX-30 використовує 3 KC-130F, для дозаправки літальний апаратів USN та USMC які проходять випробування у NAVAIR Point Mugu Range;
- United States Coast Guard
  - 6 Lockheed HC-130J — 5th Coast Guard District

## Специфікації (KC-130J)
Джерело: Lockheed Martin KC-130J Super Tanker fact sheet,
Основні характеристики
- Екіпаж: 4 (два пілоти, командир екіпажу, та відповідальний за вантаж — мінімальний екіпаж)
- Пасажиромісткість: :* 92 пасажири або

- 64 десантника або
- 6 палет або
- 74 пацієнти на ношах та 2 медика або
- 2–3 Humvees або БТР M113

- Вантажопідйомність: 19,090 кг.
- Довжина: 29.79 м; для C-130J-30: 34.69 m
- Висота: 11.84 м
- Розмах крила: 40.41 м

- Площа крила: 162.1 м²
- Маса порожнього: 34,274 кг.
- Нормальна злітна маса: 70 305 кг.
- Максимальна злітна маса: 79 378 кг
- Корисне навантаження: 33 000 кг
- Маса палива у внутрішніх баках: 25 855 кг
- Силова установка:  × {{{тип двигунів}}}   4,637 shp ( 3,458 kW)
- Повітряний гвинт: Dowty R391 6-blade composite

Льотні характеристики
- Максимальна швидкість: 362 вузли, 671 км/год
- Крейсерська швидкість: 348 вузлів, 643 км/год
- Бойовий радіус: 5 250 км
- Практична стеля: 8 615 м при 19 090 кг вантажу
- Довжина розгону: 953 м при повній масі 70 300 кг